# アルテ・マイン橋
アルテ・マイン橋（アルテ マインきょう、独: Alte Mainbrücke, 英: Old Main River Bridge）は、ドイツ・バイエルン州のヴュルツブルクにある橋である。旧マイン橋とも表記される。

## 概要
マイン川に架橋されている石造のアーチ橋である。マイン川左岸にあるマリエンベルク要塞と右岸に広がる旧市街とを結んでいる。橋の長さは 185 メートルである。橋の幅は 7.08 メートルから 7.92 メートルである。現在は自転車および歩行者用の橋として使用される。

## 歴史
1120年頃に、ロマネスク様式の石造の旧橋が建設された。この橋の架け替えとして、1473年から1543年にかけて建設されたのが現在のアルテ・マイン橋である。改修や修復工事が長い年月をかけて行われ、1703年にすべてが石で造られた橋として完成した。1720年代の末期、橋の南側に6体の聖人の彫像が設置され、およそ10年後、北側に6体の聖人の彫像が設置された。1886年までは、マイン川に架かる唯一の橋であった。1990年より自動車での通行が禁止された。
彫像は、砂岩で造られている。彫像は、南側が、東から順にトトナン (de:Totnan)、聖キリアン、聖母マリア、コールマン (en:Saint Colman (martyr))、ブルカルドゥス (en:Burchard of Würzburg)、ブルーノ (en:Bruno (bishop of Würzburg))、北側が、東から順にピピン3世、フリードリヒ (Friedrich)、ナザレのヨセフ、ネポムク (en:John of Nepomuk)、カルロ・ボッロメーオ、カール大帝である。

## 周辺
上流には、ルードヴィッヒ橋 (de:Ludwigsbrücke (Würzburg)) があり、下流には、近い順にフリーデンス橋 (de:Friedensbrücke (Würzburg))、ドイツ統合の橋 (de:Brücke der Deutschen Einheit (Würzburg)) がある。
橋の南西には、マリエンベルク要塞の他に、18世紀に創建された巡礼教会のケペレ教会 (de:Käppele (Würzburg)) などがある。橋の北西には、ドン・ボスコ教会 (Don-Bosco-Kirche) やドイツハウス教会 (Deutschhauskirche) などがある。

橋の東側には、ヴュルツブルク市庁舎 (de:Rathaus Würzburg) の他に、ヴュルツブルク大聖堂 (de:Würzburger Dom) とその宝物館 (de:Würzburger Domschatz) や、14世紀から15世紀にかけて建造された聖マリア礼拝堂  (de:Marienkapelle (Würzburg)) や11世紀に創建されたノイミュンスター教会  (de:Neumünster (Würzburg)) などがある。